# Муханиха
Муханиха — река в России, протекает по Дергачёвскому району Саратовской области. Длина реки составляет 22 км.
Начинается в урочище Красный Городец. Течёт на юг по открытой местности, в среднем течении — по оврагу с крутыми склонами. В низовьях поворачивает на юго-запад, пересекает посёлок Первомайский. Устье реки находится в 17 км по левому берегу реки Камышевка на высоте около 62 метров над уровнем моря.

## Данные водного реестра
По данным государственного водного реестра России относится к Уральскому бассейновому округу, водохозяйственный участок реки — Большой Узень. Речной бассейн реки — Бассейны рек Малый и Большой Узень (российская часть бассейнов).
Код объекта в государственном водном реестре — 12020000212112200000466.